# Требеллій Полліон
Требеллій Полліон (IV ст. н. е.) — давньоримський історик часів Римської імперії. Жив за часів імператора Костянтина I Великого. Немає жодних відомостей про особисте життя цього історика. Вважається одним з шести авторів «Історія августів», з якої збереглися окремі уривки. Цей твір охоплює період від правління імператора Філіппа Араба до Галлієна. Писав латиною.